# Markov vrch
Markov vrch (937,1 m n. m.) je vrchol v jižní části pohoří Vtáčnik.  Z vrcholu je dobrý výhled na Štiavnické vrchy, Kremnické vrchy, Velkou Fatru a Poľanu. V pozadí jsou vidět i Nízké Tatry . Na vrcholu jsou osazeny dřevěné lavičky a stůl, vedle kterých se nachází schránka s vrcholovou knihou. Z jižní strany pod vrcholem je z louky s krmelci a mysliveckým posedem výhled i na sousední pohoří Pohronský Inovec a Tribeč.

## Přístup
K vrcholu nevede žádný značený turistický chodník. Přístup je možný po lesních cestách z obce Píla nebo Župkov přes Debnárovu horu a Pílanské louky. Další přístup je z obce Ostrý Grúň, odkud vede žlutě značený turistický chodník, ze kterého je za obcí nutné odbočit doleva do Mackové doliny a na Farsnej lúke opět doleva na Markov Vrch.

## Galerie

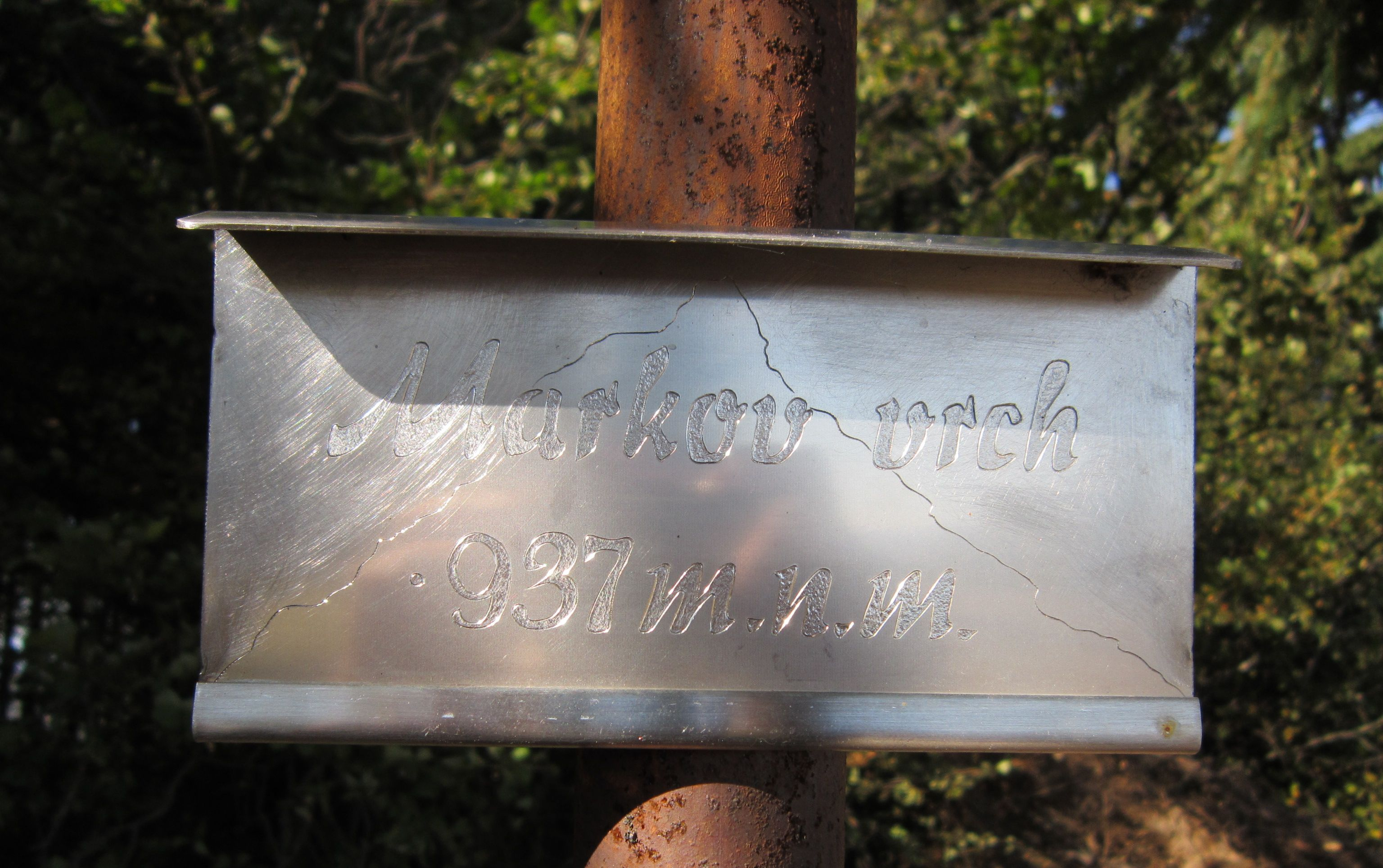
Tabulka na vrcholu
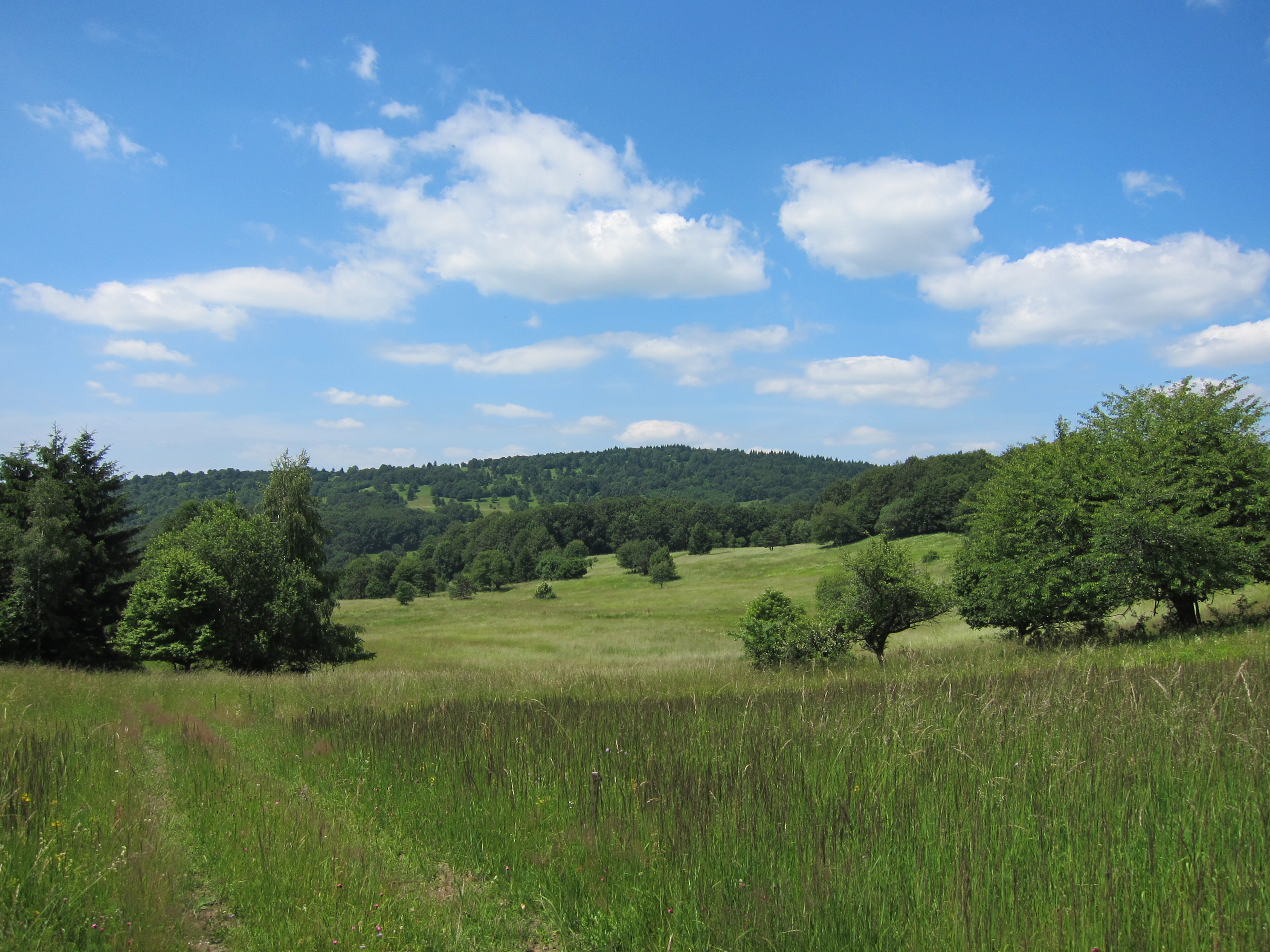
Markov vrch pohled z Debnárové Hory